# 5344 Ryabov
Az 5344 Ryabov (ideiglenes jelöléssel 1978 RN) a Naprendszer kisbolygóövében található aszteroida. Nyikolaj Sztyepanovics Csernih fedezte fel 1978. szeptember 1-én.